# Джорджо Модуньо
Джорджо Модуньо (італ. Джорджо Модуньо) — італійський морський офіцер та інженер. Проходив службу у Королівських військово-морських силах Італії під час Другої світової війни.

## Життєпис
Джорджо Модуньо народився 30 квітня 1911 року в Генуї. Навчався у Військово-морській академії в Ліворно, після закінчення якої у 1932 році отримав звання молодшого лейтенанта. У 1935 закінчив Генуезький університет за спеціальністю «Морська інженерія» та отримав звання лейтенанта.
Ніс службу на лінкорі «Джуліо Чезаре», потім на крейсері «Зара» і есмінці «Антоніо да Нолі».
Зі вступом Італії у Другу світову війну брав участь у численних операціях зі супроводу конвоїв.
У березні 1941 року призначений Старшим механіком IX ескадри есмінців, ніс службу на флагманському кораблі ескадри «Вітторіо Альф'єрі».
28 березня 1941 року «Вітторіо Альф'єрі» брав участь в битві біля мису Матапан. Есмінці IX ескадри потрапили під щільний вогонь ворога.
«Вітторіо Альф'єрі», який йшов головним, о 22:30 був накритий залпом головного калібру лінкора Барем, потім вогнем британських есмінців «Грейхаунд», «Гавок» та австралійського «Стюарт». Есмінець отримав значні пошкодження та втратив хід. Але він зумів випустити 3 торпеди, проте безрезультатно.
О 23:15 корабель перекинувся та затонув.
Загинуло 211 членів екіпажу, в тому числі Джорджо Модуньо і капітан корабля Сальваторе Тоскано, які посмертно були нагороджені золотою медаль «За військову доблесть».

## Нагороди
- Золота медаль «За військову доблесть»